# KOFE
Koordinaten: 47° 19′ 14″ N, 116° 32′ 50″ W
KOFE oder KOFE-AM (Branding: „North Idaho's Classic Hits“) ist ein US-amerikanischer Hörfunksender mit einem Classic Hits-Sendeformat aus St. Maries im nördlichen US-Bundesstaat Idaho. KOFE sendet auf der Mittelwellen-Frequenz 1240 kHz.

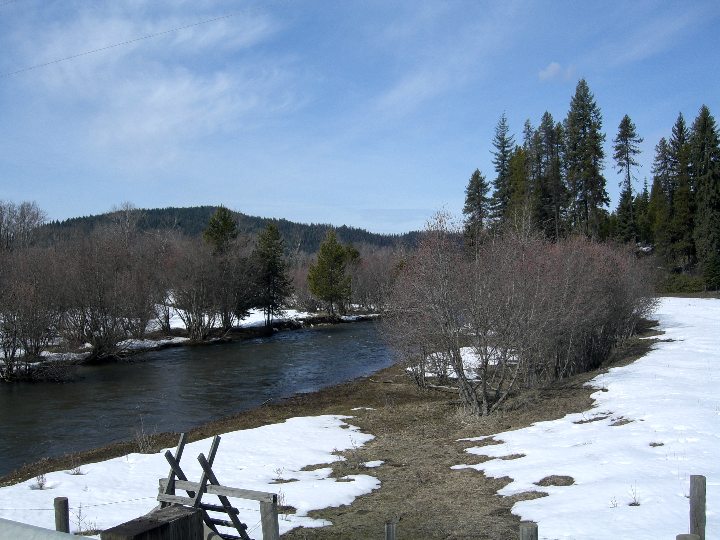
St. Maries River

Eigentümer ist Philip J. Plank.